# Andoni Zubizarreta
Andoni Zubizarreta (* 23. října 1961, Vitoria) je bývalý španělský fotbalový brankář. Je španělskou a barcelonskou legendou. Na dresu nosil číslo 1. Celkem v kariéře odehrál kolem 950 profesionálních utkání (včetně reprezentace).
Po ukončení hráčské kariéry pracoval v klubu FC Barcelona jako sportovní ředitel.

## Kariéra

### Mládežnická
- 1976–1978 Aretxabaleta
- 1978–1979 Deportivo

### Profesionální
- 1979–1980 Deportivo B ? zápasů, ? gólů
- 1980–1981 Deportivo 0 zápasů, 0 gólů
- 1981 Athletic Bilbao (hostování) 7 zápasů, 0 gólů
- 1981–1986 Athletic Bilbao 169 zápasů, 0 gólů
- 1986–1994 FC Barcelona 301 zápasů, 0 gólů
- 1994–1998 Valencia 152 zápasů, 0 gólů
- Celkem 629 zápasů, 0 gólů
- Poznámka: Za Španělsko odehrál 126 zápasů a nedal žádný gól.

## Úspěchy
- Vítěz Španělské ligy: 1982–1983, 1983–1984, 1990–1991, 1991–1992, 1992–1993, 1993–1994
- Vítěz španělského poháru: 1983–1984, 1987–1988, 1989–1990
- Vítěz španělského superpoháru: 1984, 1991, 1992
- Vítěz Liga mistrů: 1991–1992
- Vítěz PVP: 1988/1989
- Vítěz evropského superpoháru: 1992